# Aun (re)
Aun, Ane, On, One o Auchun, in inglese Edwin,  detto Aun il Vecchio (Aun inn gamli, Audhun) (Gamla Uppsala, V secolo – Gamla Uppsala, VI secolo), è stato un re leggendario sueone della casata dei Yngling, di Gamla Uppsala.

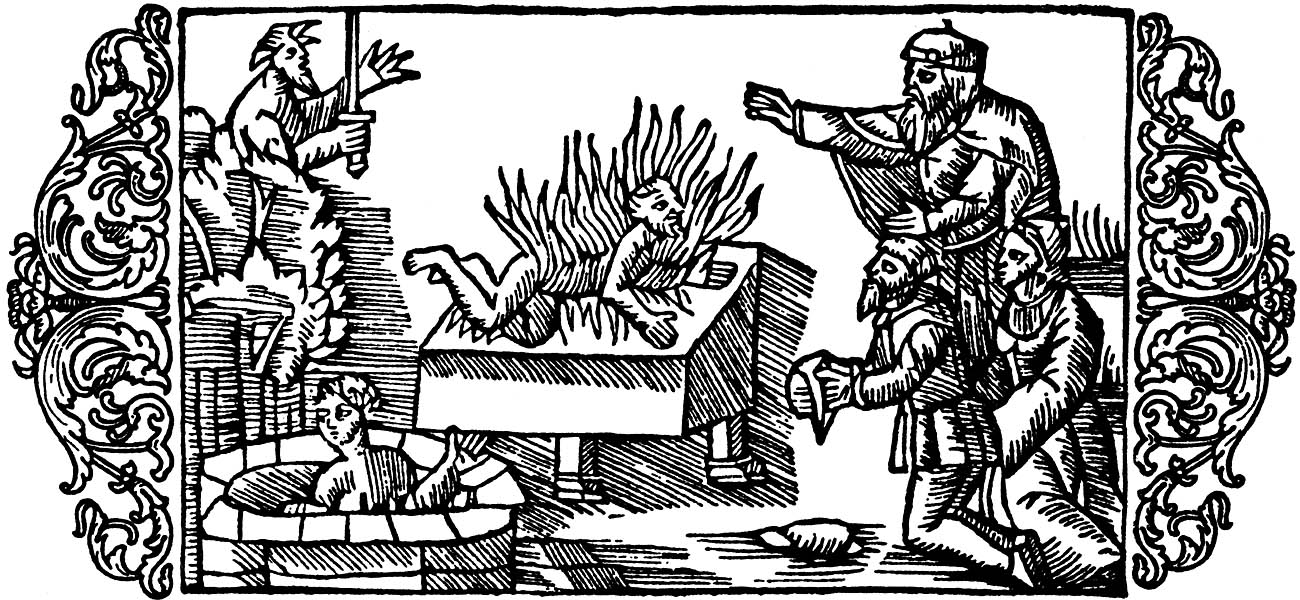
Sacrificio. Illustrazione di "Historia de gentibus septentrionalibus", di Olao Magno, pubblicata nel 1555.

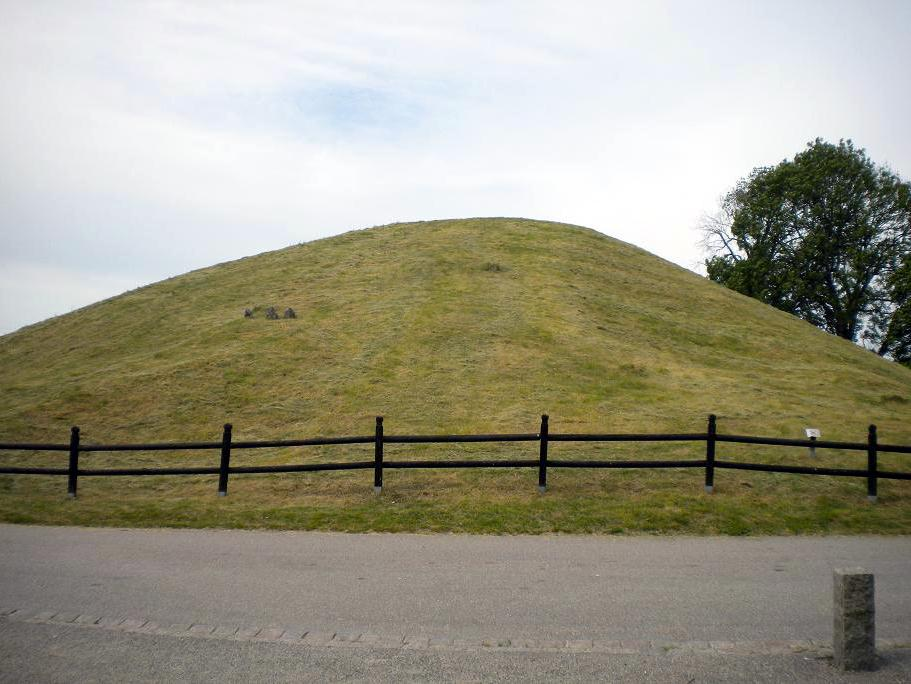
Tumulo reale est ad Uppsala, supposta tomba di re Aun.

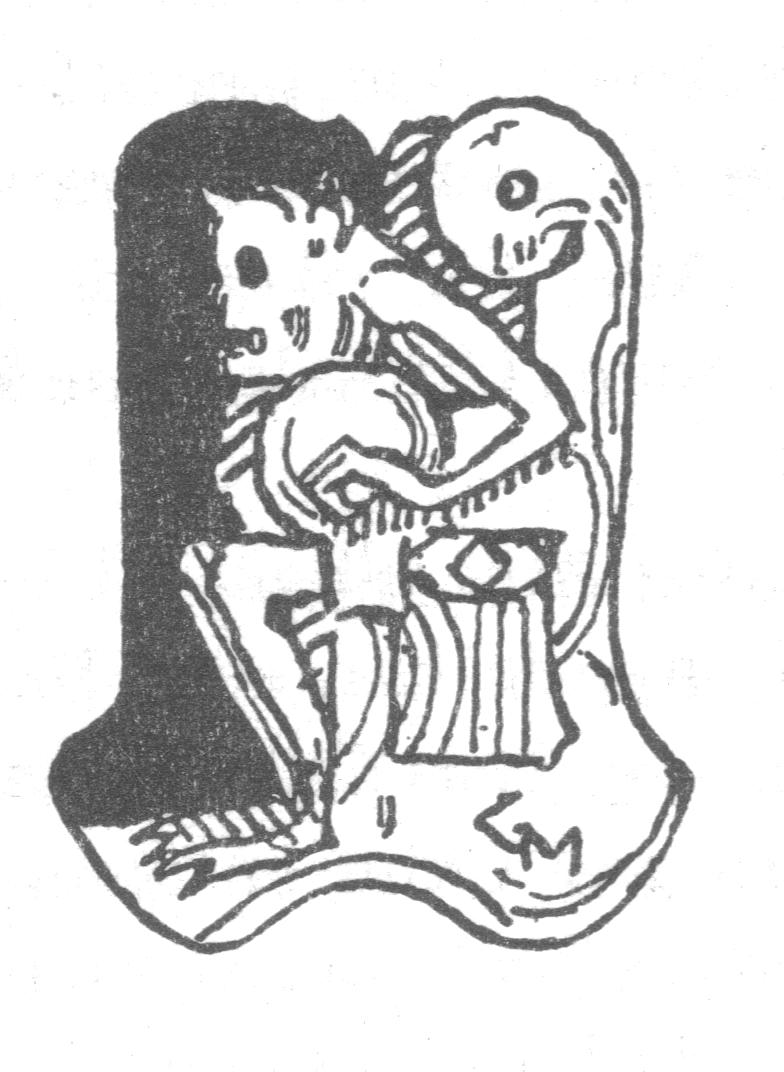
Aun il Vecchio
Illustrazione di Gerhard Munthe, (1899).

Secondo il mito, era noto per la sua saggezza e preferiva non commettere scorribande o iniziare azioni di guerra, cosa frequente a quel tempo. Subì due lunghi esili e sopravvisse a lungo sacrificando ad Odino nove dei suoi figli.

## Ynglinga saga
La Saga degli Ynglingar (Ynglinga saga) racconta come perse e riconquistò il trono due volte e come aumentò oltremisura gli anni che aveva da vivere:
Í þann tíma er þessir konungar voru að Uppsölum er nú var frá sagt var yfir Danmörku fyrst Danur hinn mikilláti, hann varð allgamall, þá sonur hans Fróði hinn mikilláti eða hinn friðsami, þá hans synir Hálfdan og Friðleifur. Þeir voru hermenn miklir.
Hálfdan var eldri og fyrir þeim um allt. Hann fór með her sinn til Svíþjóðar á hendur Aun konungi og áttu þeir orustur nokkurar og hafði Hálfdan jafnan sigur, og að lyktum flýði Aun konungur í Vestra-Gautland. Þá hafði hann verið konungur yfir Uppsölum tuttugu vetur. Hann var og í Gautlandi tuttugu vetur meðan Hálfdan konungur var að Uppsölum. Hálfdan konungur varð sóttdauður að Uppsölum og er hann þar heygður. Eftir það kom Aun konungur enn til Uppsala. Þá var hann sextugur.
Þá gerði hann blót mikið og blét til langlífis sér og gaf Óðni son sinn og var honum blótinn. Aun konungur fékk andsvör af Óðni að hann skyldi enn lifa sex tigu vetra. Aun var þá enn konungur að Uppsölum tuttugu vetur.
Þá kom Áli hinn frækni með her sinn til Svíþjóðar, sonur Friðleifs, á hendur Aun konungi og áttu þeir orustur og hafði Áli jafnan sigur. Þá flýði Aun konungur í annað sinn ríki sitt og fór í Vestra-Gautland. Áli var konungur að Uppsölum tuttugu vetur áður Starkaður hinn gamli drap hann. Eftir fall Ála fór Aun konungur aftur til Uppsala og réð þá ríkinu enn tuttugu vetur.
Þá gerði hann blót mikið og blótaði öðrum syni sínum. Þá sagði Óðinn honum að hann skyldi æ lifa meðan hann gæfi Óðni son sinn hið tíunda hvert ár og það með að hann skyldi heiti gefa nokkuru héraði í landi sínu eftir tölu sona sinna, þeirra er hann blótaði til Óðins. En þá er hann hafði blótað sjö sonum sínum þá lifði hann tíu vetur svo að hann mátti ekki ganga. Var hann þá á stóli borinn. Þá blótaði hann hinum áttunda syni sínum og lifði hann þá enn tíu vetur og lá þá í kör. Þá blótaði hann hinum níunda syni sínum og lifði þá enn tíu vetur. Þá drakk hann horn sem lébarn.
Þá átti Aun einn son eftir og vildi hann þá blóta þeim og þá vildi hann gefa Óðni Uppsali og þau héruð er þar liggja til og láta kalla það Tíundaland. Svíar bönnuðu honum það og varð þá ekki blót. Síðan andaðist Aun konungur og er hann heygður að Uppsölum. Það er síðan kölluð Ánasótt ef maður deyr verklaus af elli.
»
Halfdán andò contro Aun con la sua armata, e fu sempre vittorioso. Alla fine re Aun riparò in esilio presso i Geati a Västergötland, dove stette per 25 anni mentre Halfdán rimase re ad Uppsala. Re Halfdán morì nel suo letto ad Uppsala, e fu seppellito in un tumulo; e re Aun tornò ad Uppsala quando aveva 60 anni di età. Fece un grande sacrificio, ed offrì suo figlio ad Odino. Ricevette risposta che poteva vivere altri 60 anni.
Successivamente fu re ad Uppsala per altri 25 anni. Poi venne Áli il Prode [cugino di Halfdán], un figlio di re Fridleif con la sua armata contro re Aun. Ebbero diverse battaglie e Áli fu sempre il vincitore. Sicché Aun dovette di nuovo fuggire a Västergötland; e Áli regnò ad Uppsala e per 25 anni finché rimase ucciso da Starkaðr il Vecchio.
Dopo la caduta di Áli tornò di nuovo ad Uppsala e fece un altro grande sacrificio per una lunga vita, nel quale sacrificò il secondo figlio. Ricevette come risposta da Odino che sarebbe rimasto in vita finché avrebbe sacrificato un figlio ogni 10 anni e denominato una delle province svedesi col numero del figlio sacrificato. Quando re Aun sacrificò il suo settimo figlio era così vecchio che non poteva più camminare, ma doveva essere trasportato su una sedia. Quando sacrificò il suo ottavo figlio, non poteva più lasciare il suo letto. Quando sacrificò il suo nono, era così vecchio che doveva essere nutrito, succhiando da un corno come un debole infante.
Dopo dieci anni voleva sacrificare il suo decimo e ultimo figlio e denominare la provincia di Uppsala le dieci terre. Tuttavia gli svedesi rifiutarono di permettere a lui di fare tale sacrificio e quindi morì. Fu seppellito in un tumulo ad Uppsala e gli successe suo figlio Egil. Da quel giorno è chiamata malattia di Aun quando un uomo muore nel letto, senza soffrire, per estrema vecchiaia.»
(Snorri Sturluson - Saga degli Ynglingar - Of King On, Jorund's Son.)